# Roger Lewinter
Roger Lewinter (* 7. März 1941 in Montauban, Frankreich) ist ein französisch-schweizerischer Schriftsteller und Übersetzer.

## Leben
Roger Lewinter landete auf der Flucht aus dem besetzten Frankreich mit seinen Eltern in Genf.
Er unterrichtete während zehn Jahren an der Ecole supérieure d’art dramatique de Genève am Genfer Konservatorium.
Neben seinem eigenen schriftstellerischen Werk übersetzte er insbesondere Schriften von Georg Groddeck und gab eine kommentierte Gesamtausgabe der Werke Denis Diderots heraus.

## Auszeichnungen
- 1990: Gesamtwerkspreis der Schweizerischen Schillerstiftung

## Werke
- Groddeck et le Royaume millénaire de Jérôme Bosch, Paris 1974.
- Diderot ou les mots de l’absence, Paris 1976.
- L’Apparat de l’âme, Paris 1980.
- L’Attrait des choses, Paris 1985.
- Histoire d’amour dans la solitude, Paris 1989.
- Georg Groddeck. Studien zu Leben und Werk, Deutsch von Elke vom Scheidt. Fischer Taschenbuch, Frankfurt am Main 1990, ISBN 3-596-26795-1.
- qui –dans l’ordre –au rouge du soir– des mots–, Paris 1998.
- Mallarmé et l’écriture de la prose, Paris 1999.
- Le Vide au milieu, Paris 1999.
- Le Centre du cachemire. Roman aphoristique. Paris 1999.
- , vers, Paris 2001.
- En cours de phrase. Entretiens avec Alain Berset 1996–2000, Genf 2002, ISBN 978-2-970030-00-3.
- D’inflexion, pénétrant, Paris 2010.
- Facon d’être. Une articulation, Genf 2015.

## Herausgeberschaft
- Denis Diderot: Œuvres complètes. 15 Bände. Club français du livre, Paris 1969–1973.
- Georg Groddeck: Conférences psychanalytiques, 3 Bände, Paris 1978–1981.
- Pierre Corneille: La Mort de Pompée, avec une version prosodiée par Roger Lewinter, Paris 2010, ISBN 9782851842879.

## Übersetzungen
- Ludwig Binswanger: Discours, parcours, et Freud. Gallimard, Paris 1970.
- Elias Canetti: La Conscience des mots. Albin Michel, Paris 1984.
- Wilhelm Fraenger: Le Royaume millénaire de Jérôme Bosch. Mit Nachwort und Bibliographie, Paris 1966.
- Ramón Gómez de la Serna: Le Rastro (mit Monique Tornay), Paris 1988.
- Georg Groddeck: La Maladie, l’art et le symbole. Mit Vorwort und Bibliographie. Gallimard, Paris 1969.
- Georg Groddeck: Ça et moi. Gallimard, Paris 1977.
- Georg Groddeck: Un Problème de femme, Mazarine, 1979; Neuausgabe in: Écrits de jeunesse, 1992.
- Georg Groddeck: Le Pasteur de Langewiesche, Mazarine, 1981; Neuausgabe in: Écrits de jeunesse, 1992.
- Georg Groddeck: Le Chercheur d’âme. Gallimard, Paris 1982.
- Georg Groddeck: L’Être humain comme symbole. Vorwort von Roger Lewinter, Paris 1991.
- Georg Groddeck: Écrits de jeunesse, présentation de Roger Lewinter, Paris 1992.
- Karl Kraus: Dits et contredits, Paris 1975.
- Karl Kraus: Pro domo et mundo, Paris 1985
- Karl Kraus: La Nuit venue, Paris 1986.
- Alexander Lernet-Holenia: J’étais Jack Mortimer, Paris 1988.
- Marion Milner: Les Mains du Dieu vivant, traduit de l’anglais, Gallimard, Paris 1974.
- Rainer Maria Rilke: Élégies de Duino, Les Sonnets à Orphée, Paris 1989.
- Rainer Maria Rilke: Le dit d’amour et de mort du Cornette Christoph Rilke, Paris 2011.
- Sarah Walden: Outrage à la peinture (aus dem Englischen von Christine Vermont mit Roger Lewinter), Paris 2003.
- Robert Walser: Cendrillon, Paris 1990.